# Tweede Kamerverkiezingen 1994/Kandidatenlijst/De Nieuwe Partij
De kandidatenlijst voor de Tweede Kamerverkiezingen 1994 van De Nieuwe Partij was als volgt:

## De lijst
1. Bert Blase - 3.045 stemmen
2. Marjet Ockels - 652
3. Frans Meinen - 183
4. Nico Sipkema - 107
5. Cees Davidse - 135
6. Bill Dobson - 1.279
7. Lou Repetur - 89
8. Herma van der Sijde-Berndsen - 118
9. Ern Karman - 50
10. Rob van den Elst - 53
11. Albert Wissink - 71
12. Robert-Jan Nieland - 85
13. Dieneke van der Schoor - 54
14. Jan Sipkema - 38
15. Alfred Lagerweij - 52
16. Hans Hulst - 38
17. Bouwe Ringnalda - 32
18. Benno Linssen - 39
19. Cees Noltee - 110
20. Peter Noordendorp - 26
21. Joke Hoobroeckx-Doorn - 117
22. Elbert Westerbeek - 45
23. Marinus Knoope - 62
24. Christine Quispel - 98
25. Homme Heida - 49
26. Harry van den Boogaard - 195

CDA · PvdA · VVD · D66 · GroenLinks · SGP · GPV · RPF · Centrumdemocraten · De Nieuwe Partij · PSP'92 · SP · SAP · Natuurwetpartij · PMR · Unie 55+ · SBP · AOV · CP'86 · Libertarische Partij · De Groenen · Vrije Indische Partij · NCPN · ADP · Solidair '93 · Patriottisch Democratisch Appèl